# Julius Bretz
Julius Bretz (Wiesbaden, 26 gennaio 1870 – Bad Honnef, 26 dicembre 1953) è stato un pittore tedesco.

## Biografia
Alla morte del padre la madre si trasferì con lui a Düsseldorf. Studiò al Kunstakademie Düsseldorf. Fece parte della scuola di pittura di Düsseldorf di Friedrich Wilhelm Schadow.
Nei suoi viaggi, durante la sua permanenza nei Paesi Bassi, studiò con l'esponente della pittura marittima Hendrik Willem Mesdag. Fu uno dei fondatori del Sonderbund insieme a Max Clarenbach, August Deusser e Walter Ophey.

## Riconoscimenti
- Ordine al Merito di Germania
- Premio Peter von Cornelius